# Макгиббон, Уильям
Уильям Макгиббон (англ. William McGibbon; апрель 1690, Глазго, Шотландия — 3 октября 1756) — шотландский композитор и скрипач .

## Биография
Информации о его жизни крайне мало. Родился  в семье скрипача Дункана МакГиббона и его жены Сары Мьюир, хотя более ранние источники говорят, что он родился в Эдинбурге. Возможно, учился в Лондоне у Уильяма Корбетта. В юности путешествовал по Италии, возможно, с Корбеттом. В 1720-х годах поселился в Эдинбурге.
Был главным скрипачом оркестра Эдинбургского музыкального общества с 1726 года до своей смерти.
Несмотря на то, что У. Макгиббон был плодовитым композитором, особенно музыки для флейты, блокфлейты и скрипки, сейчас известны лишь некоторые из его произведений. Его ранние сочинения показывают влияние А. Корелли, Г. Генделя, Ф. Верачини и Г. Пёрселла. После 1740 года создал множество шотландских мелодий, которые были тогда очень популярны, но всё ещё демонстрируют итальянское влияние.